# Denkhun Ngamnet
Denkhun Ngamnet (tiếng Thái: เด่นคุณ งามเนตร, phiên âm: Đen-khun Ngam-nét, sinh ngày 20 tháng 04 năm 1994) còn có nghệ danh là Kuan (อ้วน), là một diễn viên và người mẫu người Thái Lan trực thuộc Channel 3. Anh được biết đến qua các bộ phim như Đồng tiền ma (2018), Lồng nghiệp chướng (2019), Cánh đồng tình yêu (2020)...

## Các phim đã tham gia

### Phim điện ảnh
| Năm  | Tên gốc          | Tên tiếng Việt      | Vai     | Đóng với         |
| ---- | ---------------- | ------------------- | ------- | ---------------- |
| 2011 | Hug Na Sarakham  | Tình yêu ở Sarakham | Kaen    | Sudarat Butrprom |
| 2023 | Kitty The Killer | Kitty The Killer    | Charlie |                  |
| 2023 | Kumarn           | Quỷ Linh Nhi        | Nop     |                  |

### Phim truyền hình
| Năm  | Tên gốc                        | Tên tiếng Việt          | Vai                         | Đài |
| ---- | ------------------------------ | ----------------------- | --------------------------- | --- |
| 2014 | Plerng Chimplee                | Lửa tình Chimplee       | Saengkham                   | CH3 |
| 2014 | Waanjai Naikajok               | Em của anh              | Phuphing                    | CH3 |
| 2015 | Dokmai Tai Mek                 |                         | Hoàng tử Tawinnaron / "Win" | CH3 |
| 2016 | Dao Lhong Fah Phupaa See Ngern | Nàng công chúa thất lạc | Arin                        | CH3 |
| 2018 | Ngin Pak Pee                   | Đồng tiền ma            | Wanput                      | CH3 |
| 2019 | Chumpae                        |                         | Pernk Chumpae               | CH3 |
| 2019 | Krong Karm                     | Lồng nghiệp chướng      | Karn                        | CH3 |
| 2020 | Toong Sanaeha                  | Cánh đồng tình yêu      | Mingkwan / "Ming"           | CH3 |
| 2020 | Sunya Ruk Sunya Luang          | Ước hẹn tình yêu        | Ani / Yodsarat              | CH3 |
| 2023 | Leurd Chao Phraya              | Giọt máu bên sông       | Saming                      | CH3 |
| 2023 | Pong Lang Huk On Son           |                         | Phum                        | CH3 |
| 2023 | Jao Sao Ban Rai                | Nàng dâu thôn quê       | Saran                       | CH3 |
| 2023 | Prom Likit                     | Định mệnh               | Hoàng tử Phon               | CH3 |
| 2024 | Waowon Rak                     | Truy cầu tình yêu       | Khetkham                    | CH3 |
| 2024 | Phleng Phayak                  | TBA                     | TBA                         | CH3 |